# Mihai Ghimpu
Mihai Ghimpu (Colonița, 19 novembre 1951) è un politico moldavo, Presidente del Parlamento della Moldavia dal 2009 al 2010. A seguito delle dimissioni da parte di Vladimir Voronin, Ghimpu gli è succeduto ad interim l'11 settembre 2009 nella carica di Presidente della Moldavia, carica che ha detenuto fino alla fine del 2010.

## Biografia
Ghimpu nacque nell'allora RSS Moldava; studiò legge all'Università Statale della Moldavia e fu uno dei fondatori del Fronte Popolare della Moldavia.
Zio del sindaco di Chișinău, Dorin Chirtoacă, è il Presidente del Partito Liberale della Moldavia e Presidente del Consiglio comunale di Chișinău (dall'agosto 2007).

## L'Alleanza per l'Integrazione Europea
Dopo le elezioni parlamentari del luglio 2009, insieme a Vlad Filat, Marian Lupu e Serafim Urechean, Mihai Ghimpu siglò l'Alleanza per l'Integrazione Europea durante una conferenza stampa, l'8 agosto 2009. La coalizione dei quattro partiti (Partito Liberale Democratico di Moldavia, Partito Liberale, Partito Democratico della Moldavia e il Partito Alleanza "Moldavia Nostra") costituisce la maggioranza in Parlamento.

## Presidente del Parlamento della Moldavia
Mihai Ghimpu fu eletto Presidente del Parlamento della Moldavia il 28 agosto 2009.

## Presidente della Moldavia
L'11 settembre 2009 fu eletto Presidente della Moldavia ad interim.
Da quella data, il Presidente del Parlamento della Moldavia ricopre anche la posizione di Capo di Stato. La carica provvisoria è stata possibile in quanto il Presidente Vladimir Voronin ha annunciato la mattina dell'11 settembre la sua intenzione a lasciare la presidenza.
La lettera di dimissioni è stata inviata al segretariato del Parlamento e con un voto di 52 deputati su 101 nella sessione plenaria, è stata dichiarata vacante la carica di Presidente della Repubblica. Pertanto, secondo l'articolo 91 della Costituzione moldava, che afferma che "la carica ad interim viene ricoperta dal Presidente del Parlamento", Mihai Ghimpu è divenuto Capo dello Stato fino alla nuova elezione presidenziale da parte del Parlamento.
Dato che neanche queste elezioni sono riuscite ad eleggere un nuovo Presidente, secondo quando previsto dalla Costituzione, Mihai Ghimpu ha sciolto il Parlamento il 28 settembre 2010, indicendo nuove elezioni parlamentari per il 28 novembre 2010. Dal 30 dicembre 2010 il nuovo Presidente della Moldavia, ad interim, è Marian Lupu.